# Maarten den Bakker

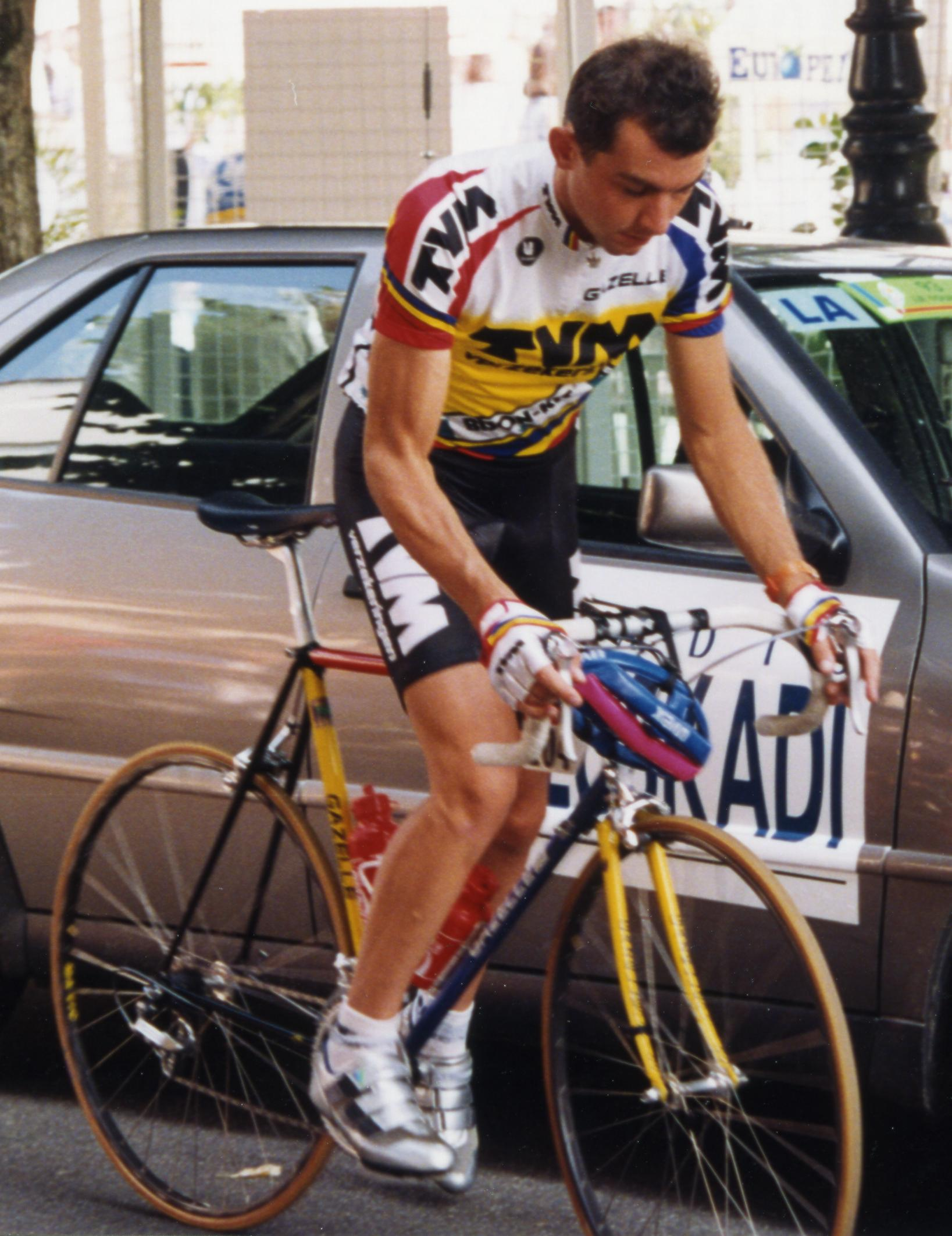
Maarten den Bakker al Tour de França de 1993

Maarten den Bakker (Abbenbroek, Bernisse, Holanda del Sud, 26 de gener de 1969) és un ciclista neerlandès, que fou professional entre 1990 i 2009.
Bon corredors de clàssiques, sobretot les disputades per les Ardenes, tot i que mai aconseguí guanyar-ne cap: segon a l'Amstel Gold Race de 1998 i Fletxa Valona de 1999 i tercer a la Lieja-Bastogne-Lieja de 1999.
Les principals victòries foren dos campionats nacionals en ruta (1996, 1999) i un en contrarellotge (2003).

## Palmarès
- 1989
  -  Campió dels Països Baixos amateur
- 1993
  - Vencedor d'una etapa de la Volta a Luxemburg
- 1994
  - 1r al Nationale Sluitingsprijs
  - 1r a la Ronde van Midden-Zeeland
- 1996
  -  Campió dels Països Baixos en ruta
  - Vencedor d'una etapa de la Volta a Andalusia
- 1997
  - Vencedor d'una etapa de la Viena-Rabenstein-Gresten-Viena
- 1998
  - Vencedor d'una etapa del Gran Premi Tell
- 1999
  -  Campió dels Països Baixos en ruta
  - Vencedor d'una etapa de la Volta als Països Baixos
- 2003
  -  Campió dels Països Baixos en contrarellotge
  - Vencedor d'una etapa de l'International Uniqa Classic
- 2005
  - Vencedor d'una etapa de la Volta a Àustria
- 2007
  - 1r a la Profronde van Friesland

### Resultats al Tour de França
- 1992. 92è de la classificació general
- 1993. 91è de la classificació general
- 1995. 52è de la classificació general
- 1996. 64è de la classificació general
- 1997. 64è de la classificació general
- 1998. 33è de la classificació general
- 1999. 84è de la classificació general
- 2000. 49è de la classificació general
- 2001. 75è de la classificació general

### Resultats a la Volta a Espanya
- 1993. 71è de la classificació general
- 1994. Abandona (20a etapa)
- 1996. 40è de la classificació general
- 2004. 84è de la classificació general